# Mathew Wong
Mathew "Matt" Wong (1968) es un botánico malayo, que se ha especializado en la taxonomía de especies en la familia Rafflesiaceae, con énfasis en el género Rafflesia.
- La abreviatura «M.Wong» se emplea para indicar a Mathew Wong como autoridad en la descripción y clasificación científica de los vegetales.[2]